# Zitronenmelisse
Die Zitronenmelisse oder Melisse (Melissa officinalis) ist eine Pflanzenart aus der Gattung der Melissen (Melissa) innerhalb der Familie der Lippenblütler (Lamiaceae). Sie stammt aus dem östlichen Mittelmeerraum. Als pharmazeutische Droge werden die Laubblätter (Melissae folium) verwendet. Sie wurde zur Arzneipflanze des Jahres 1988 gekürt.

## Beschreibung

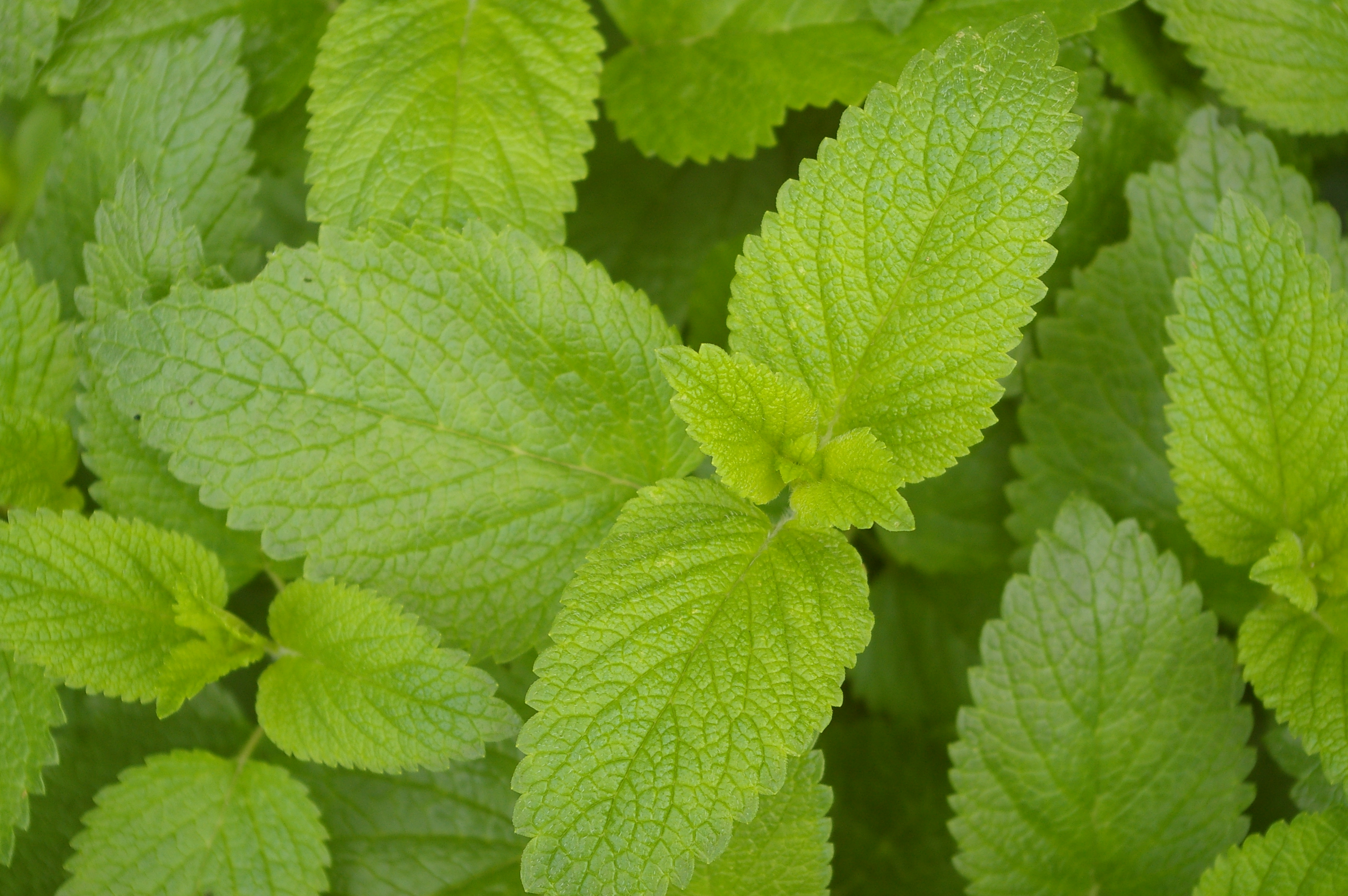
Gegenständige, einfache Laubblätter

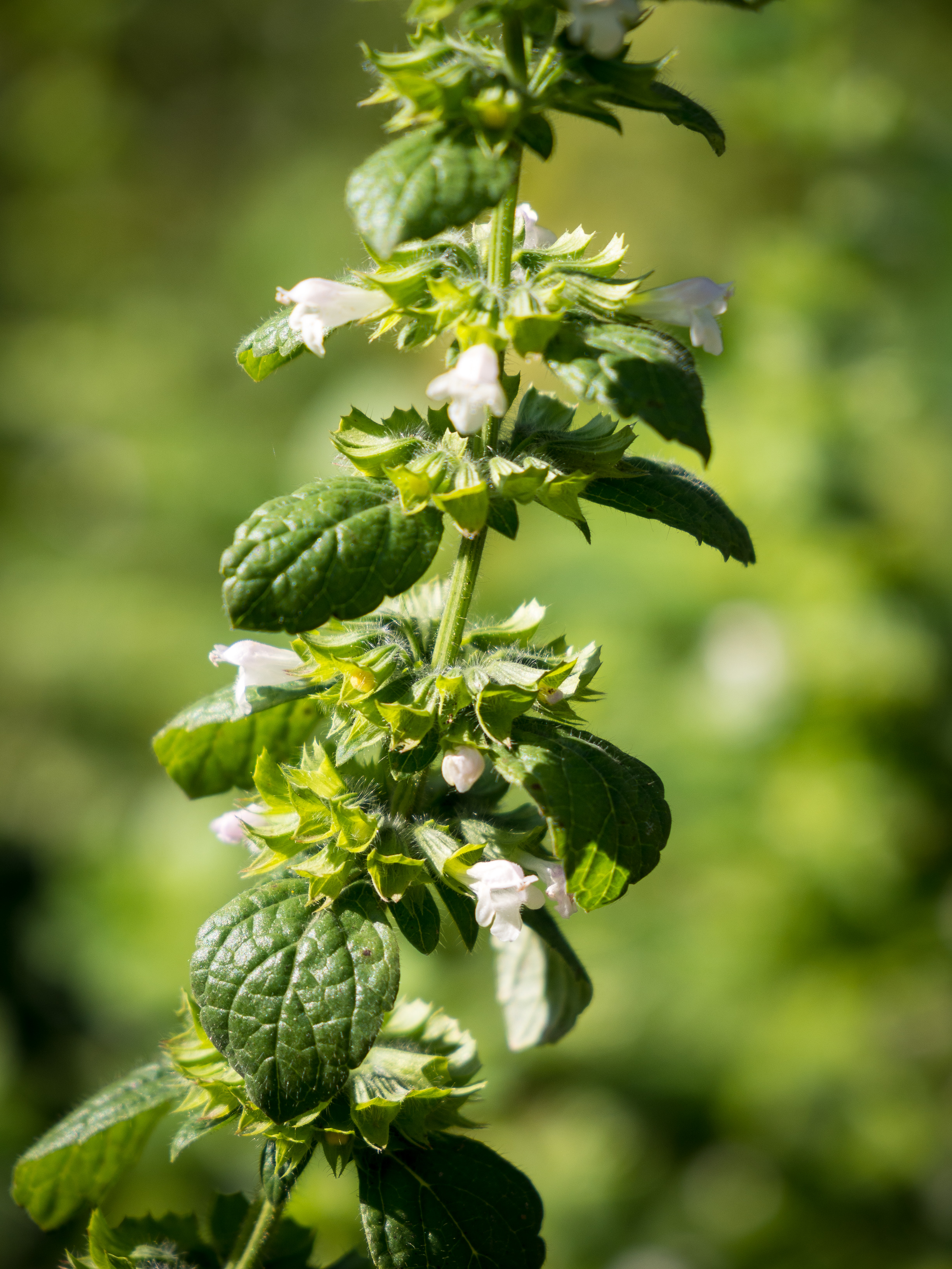
Ausschnitt eines Blütenstandes

### Vegetative Merkmale
Die Zitronenmelisse ist eine ausdauernde, krautige Pflanze, die 25 bis 30 Jahre alt werden kann und Wuchshöhen von 20 bis 90, selten 120 Zentimetern erreicht. Sie bildet ein Rhizom, von dem kurze, unterirdische Ausläufer abgehen. Sie duftet mehr oder weniger stark nach Zitronen.
Die Behaarung ist meist spärlich, die Pflanzen können auch fast kahl sein (Indument). Die selbständig aufrechten bis aufsteigenden Stängel sind verzweigt und mit 0,5 Millimeter langen Drüsenhaaren und 1 bis 2 Millimeter langen, abstehenden drüsenlosen Haaren besetzt.
Die gegenständig angeordneten Laubblätter sind in Blattstiel und Blattspreite gegliedert. Der Blattstiel ist 1,5 bis 3,5 Zentimeter lang. Die einfache Blattspreite ist bei einer Länge von 2 bis 6, selten 9 Zentimetern sowie einer Breite von 1,5 bis 5, selten 7 Zentimetern breit-eiförmig bis rhombisch oder länglich mit gestutztem oder keilförmigem Spreitengrund und stumpfem oder kurz zugespitztem oberen Ende. Der Blattrand ist grob und ziemlich regelmäßig kerbig gesägt.

### Blütenstand, Blüte und Frucht

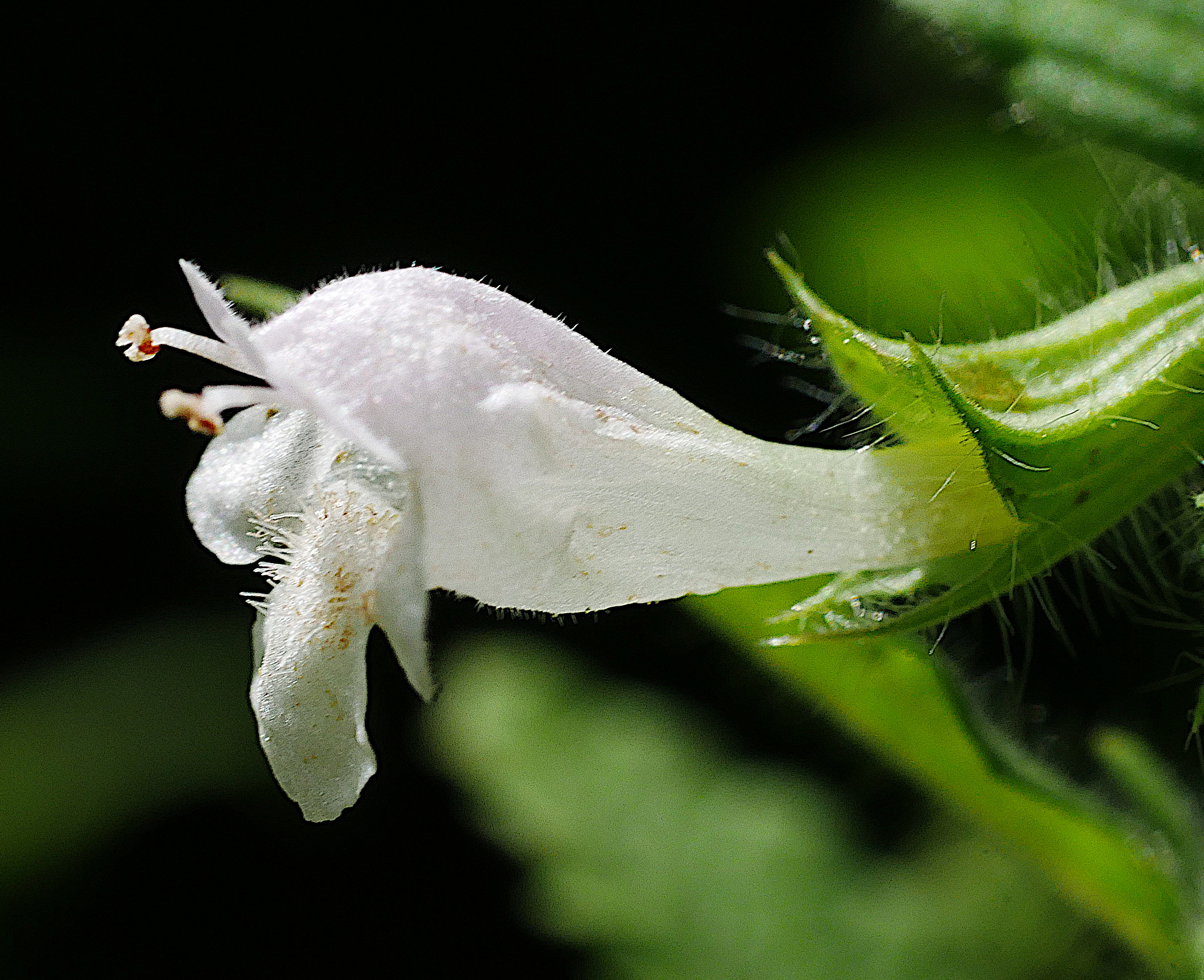
Einzelblüte

Die Blütezeit reicht von Juni bis August. Drei bis sieben Blüten stehen in Halbquirlen zusammen in den Achseln der oberen Laubblätter. Der Blütenstiel ist 2 bis 6 Millimeter lang. Die Vorblätter sind 2 bis 5 Millimeter lang, ganzrandig und eiförmig-lanzettlich.
Die zwittrigen Blüten sind zygomorph und fünfzählig mit doppelter Blütenhülle. Der 7 bis 9 Millimeter lange Kelch ist mit abstehenden weichen Haaren sowie kurzen Drüsenhaaren besetzt und zweilippig. Er ist röhrig-glockig, zur Blütezeit 7 bis 8, zur Fruchtzeit 8-bis 9 Millimeter lang. Seine Oberlippe hat kleine Zähne, die Unterlippe lanzettlich-dreieckige, begrannte Zähne, die fast doppelt so lang wie die der Oberlippe sind. Die Krone ist 8 bis 15 Millimeter lang, zu Beginn der Anthese blassgelb, später weiß bis rötlich. Die Kronröhre ist 8 bis 12 Millimeter lang, stark aufwärts gekrümmt, allmählich trichterförmig erweitert und innen locker behaart. Die Antheren liegen unter der Kronoberlippe. Die Narbenäste sind fast gleich lang und liegen unter der Kronoberlippe. Die Klausen sind 1,5 bis 2 Millimeter lang, kastanienbraun und verschleimen, wenn sie feucht werden. Sie sind 2 bis 3 Jahre lang keimfähig. Das Tausendkorngewicht beträgt 0,6 g.

### Chromosomensatz
Die Chromosomenzahl beträgt 2n = 32.

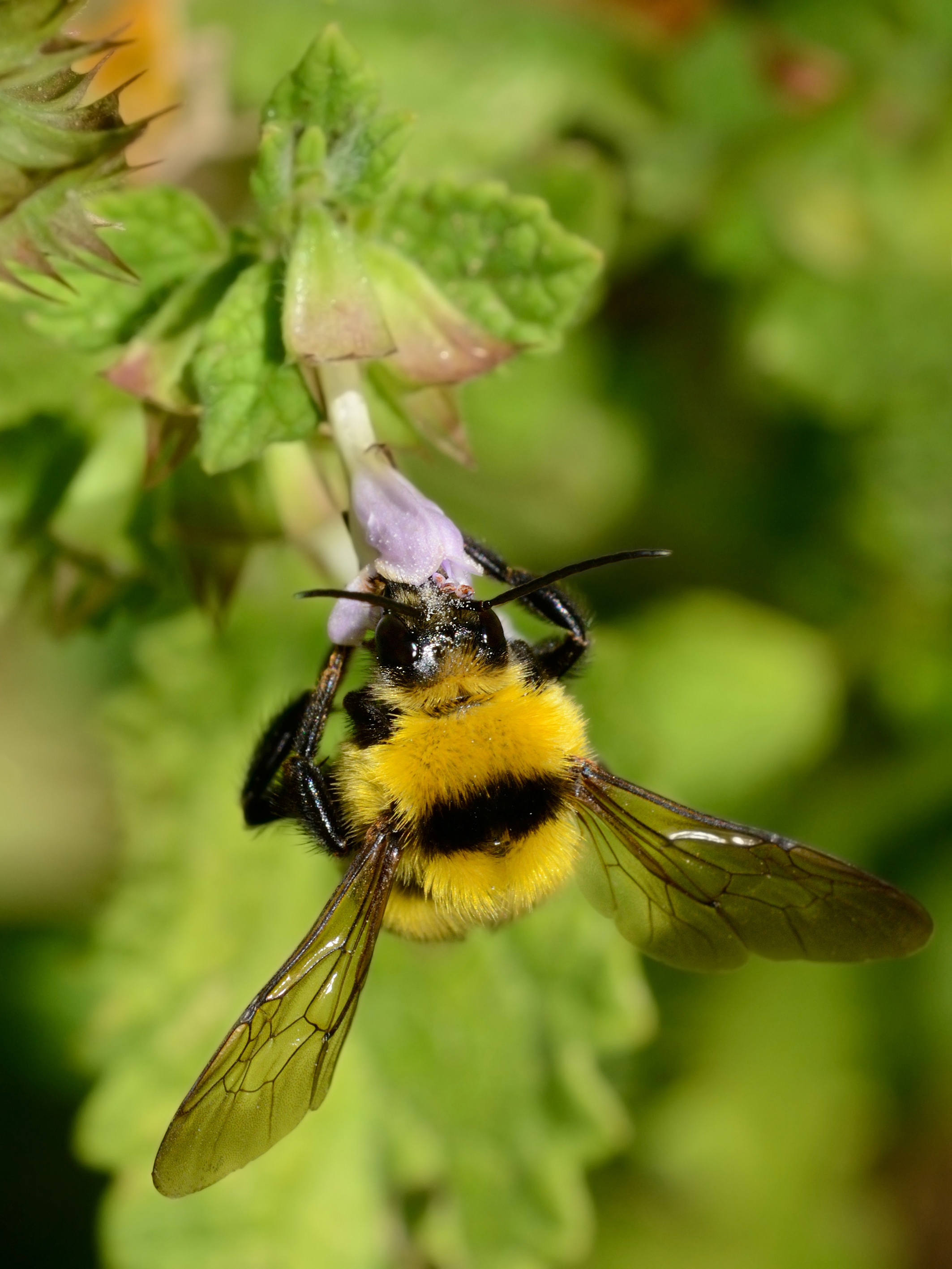
Männliche Bombus argillaceus beim Blütenbesuch

## Ökologie
Die Blüten führen Nektar. Die Bestäubung erfolgt vorwiegend durch Apis mellifera und Bombus-Arten, aber auch durch Schwebfliegen. Die Blüten sind proterandrisch bis homogam.

## Inhaltsstoffe
Melissenblätter enthalten 4 bis 7 % Hydroxyzimtsäure-Derivate, vor allem Rosmarinsäure (die sogenannten Lamiaceengerbstoffe), aber auch Chlorogensäure, Kaffeesäure und ätherisches Öl ist zu 0,05 bis 0,3 %, in Zuchtsorten bis zu 0,8 % enthalten. Die wichtigsten Komponenten sind Citral (mit 40 bis 70 %, als Gemisch aus Geranial und Neral), Citronellal (1 bis 20 %) und β-Caryophyllen (5 bis 15 %). Weitere Bestandteile sind Linalool, Geraniol, Caryophyllenepoxid, Germacren D, Methylcitronellal, 6-Methyl-5-hepten-2-on, Geranylacetat, α-Copaen und Nerol. Die Zusammensetzung des ätherischen Öls ist von der Herkunft und den Klimabedingungen, vom Erntezeitpunkt und dem Alter der Pflanze abhängig. Des Weiteren sind Bitterstoffe, Harz, Schleimstoffe, Glykoside, Saponine und Thymol enthalten. Der Vitamin-C-Gehalt der frischen Pflanze pro 100 Gramm Frischgewicht beträgt 253,0 Milligramm.

## Namensherkunft
Der Gattungsname Melissa (ursprünglich Artname der Zitronenmelisse) der erstmals im Kräuterbuch des Pedanios Dioskurides und in der Naturalis historia von Plinius dem Älteren als melissophyllon beschriebenen Pflanze leitet sich vom griechischen meliteion = Zitronenmelisse ab, das mit meli = Honig (Genitiv melitos) zusammenhängt. Er bezieht sich auf die Nutzung als Bienenweide. Das artspezifische Epitheton officinalis bedeutet offizinell, als Arznei verwendet.

## Vorkommen
Die Zitronenmelisse ist im östlichen Mittelmeerraum und in Westasien beheimatet. Das natürliche Areal reicht von Anatolien über den Kaukasusraum, Irak und Iran bis Pakistan. Sie kommt in Hopfenbuchenwäldern vor, die pflanzensoziologisch auch als Gesellschaften des Verbands Orno-Ostryon bezeichnet werden.
Sie wird  weltweit in den gemäßigten und warmen Gebieten kultiviert und verwildert regelmäßig. In Mitteleuropa kommt sie verwildert vor allem auf Waldschlägen und an Forststraßen vor. Sie wächst bevorzugt auf nährstoffreichen, warmen und trockenen Standorten mit humusreichen, sandigen Lehm- oder lehmigen Sandböden. Im Kanton Wallis kommt sie bis 990 Meter Meereshöhe vor.
Die ökologischen Zeigerwerte nach Landolt et al. 2010 sind in der Schweiz: Feuchtezahl F = 3 (mäßig feucht), Lichtzahl L = 3 (halbschattig), Reaktionszahl R = 4 (neutral bis basisch), Temperaturzahl T = 4+ (warm-kollin), Nährstoffzahl N = 4 (nährstoffreich), Kontinentalitätszahl K = 2 (subozeanisch).

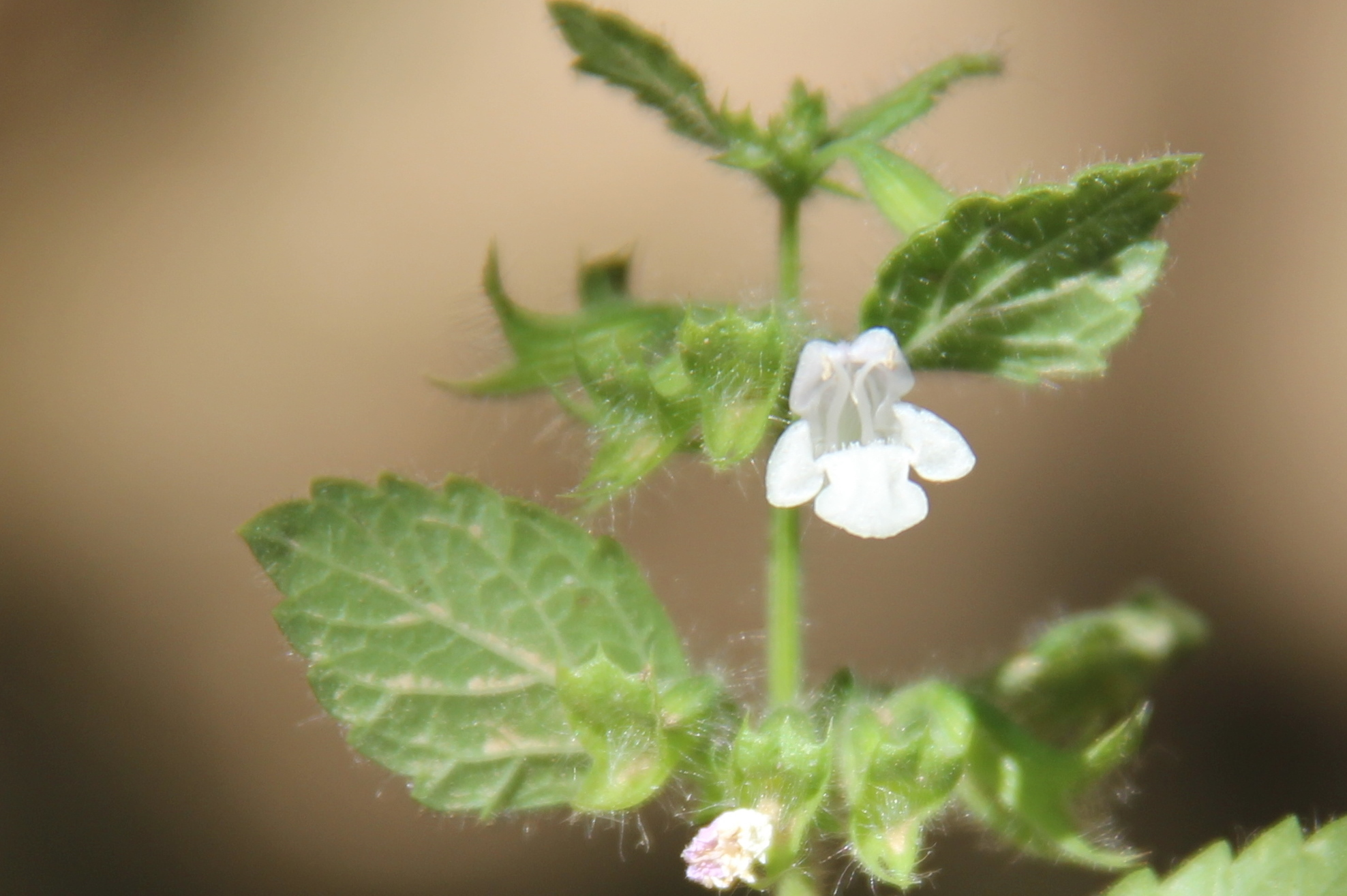
Melissa officinalis subsp. inodora

## Systematik
Die Erstveröffentlichung von Melissa officinalis erfolgte 1753 durch Carl von Linné in Species Plantarum, Tomus 2, S. 592.
Von Melissa officinalis gibt es etwa zwei Unterarten:
- Melissa officinalis subsp. inodora Bornm. (Syn.: Melissa inodora Bornm. non Hassk.): Sie kommt vom östlichen Mittelmeerraum bis zum nördlichen Irak vor.[9]
- Melissa officinalis L. subsp. officinalis: Sie kommt ursprünglich von Nordwestafrika und Südeuropa bis Zentralasien vor.[9]

## Anbau
Zur gezielten Nutzung wird Zitronenmelisse als zwei- bis dreijährige Kultur angebaut. Angebaut wird entweder durch Pflanzung von ab März vorgezogenen Jungpflanzen im Mai oder September oder durch Aussaat an Ort und Stelle im Mai, da zur Keimung meist Temperaturen um 20 °C erforderlich sind. Eine Vermehrung durch Stecklinge ist möglich. Die Zitronenmelisse kann drei- bis viermal jährlich kurz vor der Blüte geerntet werden, zum Beispiel durch Mahd mit einem Balkenmäher oder einem Mählader. Pro Hektar Anbaufläche lässt sich eine Blattmasse von 15 bis 30 t ernten.

## Nutzung
Die Zitronenmelisse wird als Gewürz- oder Arzneipflanze und als Bienenweide angebaut. Die Blätter werden als Küchengewürz verwendet. Extrakte aus den Blättern werden zu Kräuterlikören verarbeitet. Zum Aromatisieren von kalten Getränken, Salaten und Saucen sowie Kompotten wird Melisse verwendet. Tee und Wein kann man aus ihr herstellen. Melissentee soll beruhigend wirken und verdauungsfördernd sein. Am aromatischsten ist Zitronenmelisse vor der Blüte.
Als Droge werden die Blätter (Melissae folium) verwendet. Die traditionelle Verwendung erfolgt zur Unterstützung der Magenfunktion und bei nervlicher Belastung. Präparate wie Teeaufgüsse, Flüssig- oder Trockenextrakte aus der Melisse wirken beruhigend und krampflösend. Sie werden bei Einschlafstörungen und Magen-Darm-Beschwerden eingesetzt. Häufig werden sie in Teemischungen mit anderen beruhigend wirkenden Drogen eingesetzt. Bäder werden bei Entzündungen der Haut und der Genitalorgane eingesetzt, aber auch als Entspannungsbäder. Weitere Anwendungsgebiete sind Gallenleiden und hypertone Dyskinesie.
Aufgrund des Gehaltes an Phenolcarbonsäuren-Derivaten, vor allem Rosmarinsäure, haben Melissenblätter eine antimikrobielle und antivirale Wirkung. Dies wird in Salben zur Behandlung von Herpes simplex eingesetzt. In der Volksmedizin wird die Zitronenmelisse auch gegen Erkältungskrankheiten und Kreislaufschwäche eingesetzt. Im Handel ist reines Melissenöl aufgrund des hohen Preises (rund 6000 Euro pro kg) selten erhältlich, meist sind es Ersatzöle wie Citronellaöl, Zitronengrasöl oder Verfälschungen (Indisches Melissenöl).
Als sogenannte Klostermelisse gehört die Pflanze zu den über zehn terpenhaltigen Ausgangsdrogen für den Fertigungsprozess des hochprozentigen Destillats (79 Vol.-% Alkohol) Klosterfrau Melissengeist.